# رباح غينيا
رباح غينيا (الاسم العلمي:Papio papio) (بالإنجليزية: Guinea Baboon)‏ هو نوع من الحيوانات يتبع جنس الرباح من فصيلة سعادين العالم القديم.